# アトランティーク造船所
アトランティーク造船所（フランス語：Chantiers de l'Atlantique）は、フランス・サン＝ナゼールに所在する造船所。1955年から2006年までこの名称が与えられた。ただし、用例や文脈によっては1955年以前と2006年以降の時期を含めて同地にある造船所に対して用いられる事がある。
1861年にジェネラル・トランスアトランティーク（大西洋横断会社）（fr:Compagnie Générale Transatlantique、現在のCMA CGMの前身）により設立され、1984年からはアルストムが所有する。2006年からはSTX造船海洋の子会社であるSTXヨーロッパの傘下にある。

## 歴史
アトランティーク造船所は1955年にロワール造船所とペノエット造船の合併により設立される。1976年にアルストムに所有者が移り、1984年に完全所有、1988年にはアルストム・グループに含まれ、社名がアルストムに変更される。その後、同グループはアトランティーク造船所とロリアンのルルー造船所で構成されるアルストム・マリンが成立する。
2006年3月、ノルウェーのアーカー造船が株式の75%を購入した。その後、アーカー造船は2008年11月3日に大韓民国のSTX造船の子会社であるSTXヨーロッパに買収される。同年11月6日以来、フランス法人であるSTXフランス・クルーズ（fr:STX France Cruise）が株式の50.1％を保有するが、ほかにフランス政府が33.34％の株式を保有している。

## 施設
造船所はロワール川河口部に位置し、大西洋側の満潮時には大型船に必要十分な水深が現出する。施設はヨーロッパ最大級規模の造船所の一つである。造船については自社の地区のみならず地区外のサン＝ナゼール港にある諸施設と連携している。納入前点検のために地区外施設のフォルム・ジュベール（fr:Forme Joubert）がある。
新造用のドックは長さ900m × 幅70mの大きさであり、最大で3隻同時の工事が可能である。他にも長さ450m × 幅95mおよび長さ1,200m × 幅60mの世界最大級のドックがある。
工場敷地内には鋼板輸送用の引込線が伸びており、門型電磁石クレーンにより甲板作業所および板金加工工場に運搬される。組立工場には高度に自動化・ロボット化された施設も有する。岸壁にはガントリークレーンが設置されている。

## 建造実績
- 石油タンカー：バティラス級スーパータンカー × 4隻
- クルーズ客船：「クイーン・メリー2」
- クルーズ客船：「クリスタル・セレニティ」
- クルーズ客船：「セブンシーズマリナー」
- クルーズ客船：「ソブリン・オブ・ザ・シーズ」
- クルーズ客船：「レジェンド・オブ・ザ・シーズ」
- クルーズ客船：「ラプソディ・オブ・ザ・シーズ」
- クルーズ客船：「コーラル・プリンセス」
- クルーズ客船：「ノーティカ」
- フェリー：「ナポレオン・ボナパルト」
- フェリー：「メディテラネ」
- 航空母艦：「フォッシュ」
- フリゲート：フロレアル級フリゲート × 6隻
- ミサイル追跡艦：「モンジュ」
- ミストラル級強襲揚陸艦